# Niños expósitos en Guipúzcoa
Los niños expósitos en Guipúzcoa, en el  País Vasco (España), registraron entre los siglos XVI y XX una cifra alarmante de aproximadamente 40000 casos documentados. La mayoría de estos menores fallecieron durante su primer año de vida, como consecuencia de las duras condiciones de abandono y la escasez de recursos destinados a su cuidado. 

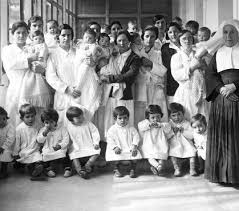
Casa Cuna de Fraisoro en 1929

La situación comenzó a mejorar con la fundación de la Casa Cuna de Fraisoro en 1903, un avance significativo que permitió reducir la mortalidad infantil y mejorar las condiciones de vida de los niños abandonados y sus madres.  
Esta institución representó un cambio crucial en la historia de la atención a los niños huérfanos y desamparados en la región, logrando índices de mortalidad más cercanos a los de la sociedad de la época, marcando el fin de una etapa de profunda vulnerabilidad y exclusión social para este colectivo.  
La mayoría de los niños abandonados eran hijos de madres solteras, producto de embarazos fuera del matrimonio, aunque también existían otras causas, como la pobreza extrema, enfermedades o discapacidades de los recién nacidos, violaciones, y la falta de leche materna.

## Historia

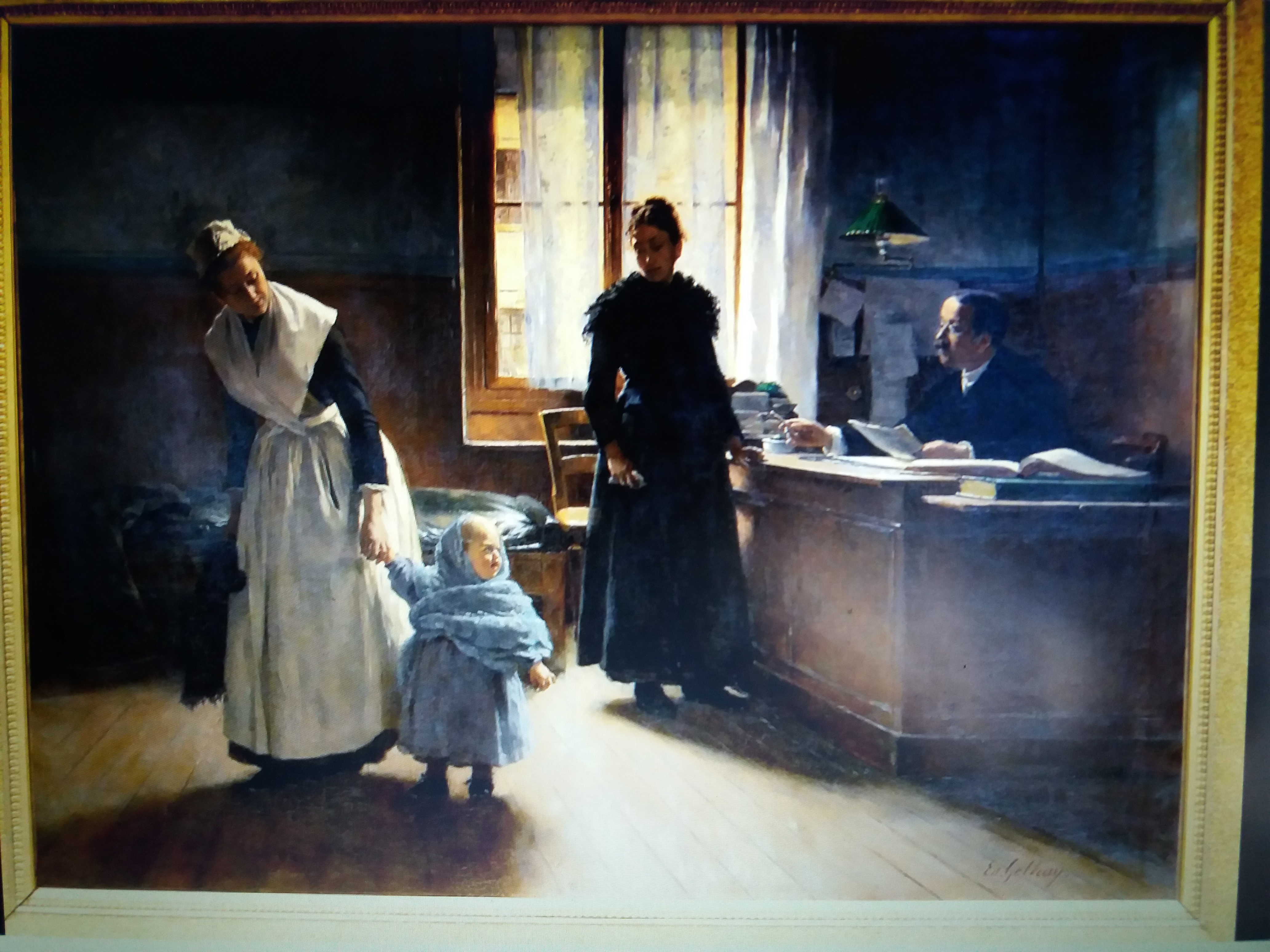
El abandono,

En los siglos XVI, XVII y XVIII el número de hijos naturales en Guipúzcoa era elevado (la media en España hasta mediados del siglo XX era del 5% de nacimientos) pero el de abandonos en Guipúzcoa era muy reducido representando solo entre el 0.1 y el 0.5 % de los bautizados en el siglo XVIII.
Una explicación a este hecho podía ser que al no existir en la provincia ninguna política de acogida a expósitos hasta 1804y estando la inclusa  más cercana en Pamplona, morían el 90% en el traslado o inmediatamente del ingreso.
La persona que trasladaba los niños a la inclusa de Pamplona lo hacía habitualmente en un cesto y cobraba del municipio de origen llegara el niño vivo o muerto a Pamplona o Zaragoza.
Hubo un cambio social importante imponiéndose una moral más estricta a partir del siglo XIX lo que hizo disminuir los niños ilegítimos pero aumentó enormemente los abandonados hasta mediados del siglo XX. Por ejemplo en el  Partido de San Sebastián en la década entre 1856 y 1865 se abandonaron 657 niños y entre 1893 y 1902 se incrementó a 916.
Otro hecho que hizo aumentar el abandono infantil fue la tipificación del aborto como delito en el código penal español desde 1822 hasta finales del siglo XX. A pesar de ello  siguió existiendo de una manera residual  el aborto clandestino que ponía en riesgo la vida de la madre. 
Respecto a la procedencia de los padres de los niños abandonados en España, en los casos conocido por declaraciones de la madre o de su entorno (parteras, etc.), representaban todas las capas sociales desde aristócratas o notarios pasando por artesanos, labradores o religiosos a hombres que vivían en la miseria.
Hasta el siglo XVIII la modalidad más frecuente de abandono era la exposición abandonando la criatura en las iglesias, en caseríos o en descampados con un índice de mortalidad cercano al 100%.
Un hecho importante fue la despenalización del abandono a finales del siglo XVIII. Este cambio legislativo contribuyó a que la exposición fuera desapareciendo paulatinamente en favor del torno y del parto en las maternidades.
Muchos niños eran  prohijados por las nodrizas pero los niños enfermos o díscolos  eran enviados a la Misericordia y terminaban en humildes oficios como el servicio doméstico, servicio militar, etc.
La Diputación de Guipúzcoa se planteó en 1819 la necesidad de dar un apellido a los niños y desde entonces hasta 1884 se les designó con el topónimo del pueblo de procedencia. A partir de entonces se optó por ponerles dos apellidos inventados con apariencia vasca.
1845 se crearon salas de maternidad en las Misericordias de Tolosa y San Sebastián donde ingresaban las mujeres en el séptimo mes de embarazo para dar a luz y abandonar posteriormente el hijo. Esta forma de actuar fue aumentando con el tiempo. En San Sebastián entre 1856 y 1865 el 7% de los niños abandonados procedían de la maternidad. En la siguiente década era el 29% y a final de siglo XIX era del 43%.
En 1958 hubo un cambio legislativo importante que favoreció la adopción como fue el hecho de conceder la adopción plena a los padres adoptivos de un niño abandonado por unos progenitores que no daban señales de vida durante tres años. En 1970 se redujo a seis meses.

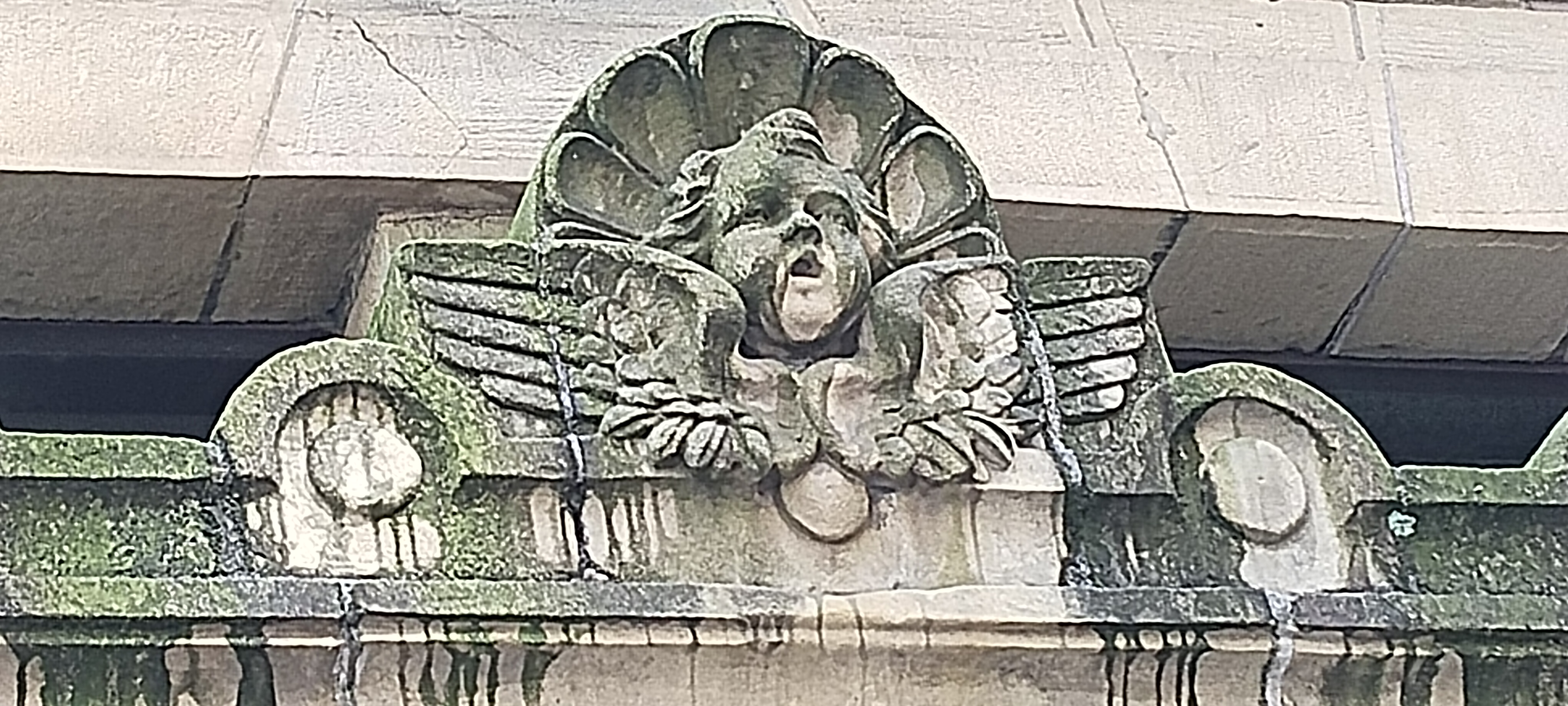
Angel protector sobre el torno de niños abandonados en la calle Prim 33 de San Sebastián..

Es reseñable el estigma y el rechazo  que  sufrían los niños abandonados y sus madres a lo largo de la historia por  la sociedad.

### El torno de los niños expósitos en Guipúzcoa
Tuvo su máxima vigencia en el siglo  XIX desapareciendo en 1916.
Muchos de ellos tenían la siguiente inscripción: Mi padre y mi madre me arrojaron de sí, la caridad divina me acoge aquí"
En Guipúzcoa utilizaron  este sistema entre ocho y diez mil niños de los que gran parte de ellos  fallecieron en el primer año de vida. El grupo más numeroso provenía de  mujeres jóvenes,  solteras y sin recursos aunque también había mujeres casadas en situación de miseria o  casos de niños enfermos o discapacitados.
En 1796 se puso fin a la condena por abandono lo que hizo que en 1798, el obispo de Calahorra estableciera una inclusa en Mondragón. Posteriormente en 1804 la Diputación de Guipúzcoa adoptó la  medida de acogida a niños abandonados creando ese año seis  casas torno que eran exiguos locales en San Sebastián (acogía la mitad de los niños abandonados de la provincia), Tolosa, Mondragón, Motrico, Azcoitia y Azpeitia. En 1844 se suprimieron las de Azcoitia, Mondragón y Motrico añadiéndose la de Vergara.
En estas casas torno permanecían los niños el menor número de días posible hasta que una nodriza externa remunerada se lo llevaba a su hogar y en muchas ocasiones, a los 7 años optaban por prohijarlo.  
La figura de la nodriza, o Ama de crianza era importantísima ya que hasta los años cuarenta del siglo XX la leche materna era el único alimento bien asimilado por los recién nacidos utilizándose en su defecto sustitutos que en muchas ocasiones producían graves intolerancias. A mediados del siglo XX con la aparición de leches artificiales de calidad desaparecieron las nodrizas.
Estas eran algunas condiciones que la Diputación de Guipúzcoa exigía para ser nodriza externa en 1891:"Art. 26. Las nodrizas á quienes las Juntas entregaren los niños expósitos, serán de matrimonio, asegurándose previamente de su robustez, suficiencia de jugo lácteo, moralidad y demás circunstancias que se requieren para la buena crianza y educación de los mismos expósitos".
El índice de mortalidad en estas casas-torno era muy elevado representando el 52% de fallecidos en la casa-torno de San Sebastián según un estudio del médico  Galo Aristizábal Saralegui entre 1886 y 1891.
La encargada de la casa torno se denominaba "tornera"  y se exigían dos condiciones para este trabajo: condiciones de moralidad adecuadas y que ella o su marido supieran leer y escribir para emitir los informes.
En vista del mal resultado que habían dado las mujeres contratadas en las casas-torno de Guipúzcoa, la Diputación dispuso que cesaran estas en sus cargos siendo reemplazadas por las Hermanas de la Caridad que continuarían en la Casa Cuna de Fraisoro.
En 1910 se clausuraron la mayoría de las  casas torno de la provincia y se centralizó la acogida infantil en la  Casa Cuna de Fraisoro. En 1913 se eliminó el torno de Fraisoro y en 1916 el  de la Misericordia de Tolosa y el del Asilo de Niños San José en San Sebastián con lo que desapareció este modo de abandono en Guipúzcoa. Este último estaba situado en la calle Prim 33 debajo de un ángel en la fachada de la actual Ikastola  San José.
El momento más frecuente del abandono era de madrugada antes del alba. Los niños llevaban en muchas ocasiones señales como una cinta atada en algún lugar del cuerpo o una medallita para reconocer el niño cuando lo recuperaran con el tiempo aunque la realidad era que el índice de recuperación era muy bajo, del 4% en el siglo XIX.  Este hecho se producía  en el primer año de vida por la propia madre que se hacía cargo normalmente en solitario de la criatura.

### Casa Cuna de Fraisoro

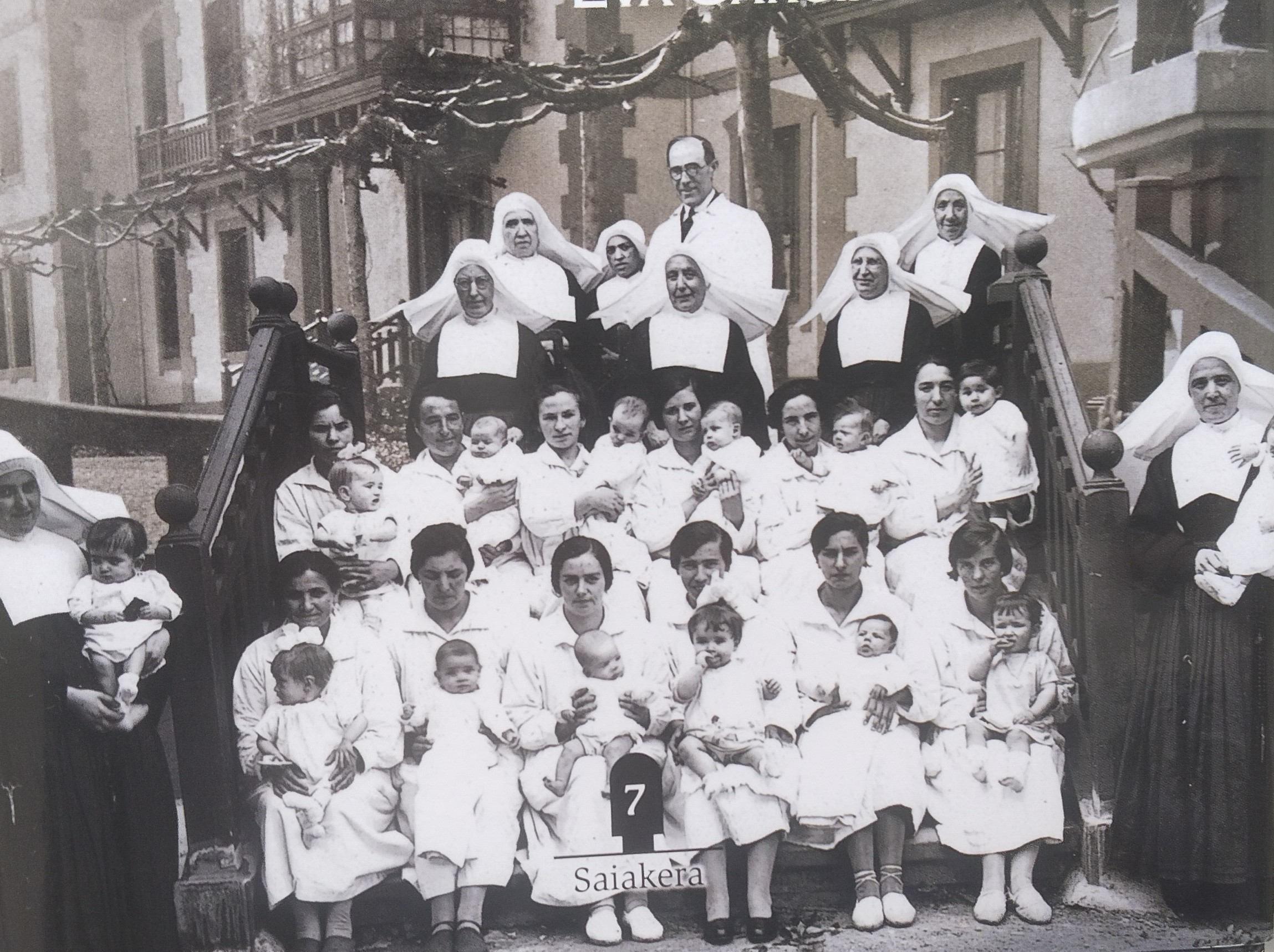
Niños abandonados con sus nodrizas, monjas y el médico en la Casa Cuna de Fraisoro hacia 1930

Entre 1903 y 1910 se completó la construcción de la Casa Cuna de Fraisoro en el municipio de Cizurquil impulsada por la Diputación Foral de Guipúzcoa y con la colaboración de la Caja de Ahorros Provincial.  Esta institución tuvo un impacto trascendental en la atención de los niños expósitos, centralizando en Fraisoro la maternidad y la acogida infantil de la provincia. Como consecuencia de su creación, la mayoría de las casas- torno de Guipúzcoa fueron clausuradas en 1910, marcando un hito en la evolución de la atención social de la región. Con ello se centralizó en Fraisoro la maternidad y la acogida infantil de los expósitos de la provincia.
Con esta institución, dotada con las más modernas instalaciones, pasó la provincia de Guipúzcoa de un atraso ancestral en el cuidado de los niños abandonados  a convertirse en un referente en la atención infantil posicionando a la provincia como un territorio puntero en este ámbito en el contexto nacional.. 
Para organizar en sus inicios la Casa Cuna,  la Diputación comunicó a las Hermanas de la Caridad que debían poner una superiora experimentada o cambiaban de orden religiosa. Para cumplir esta función  enviaron en 1909 a sor Pilar Pano Castarlenas procedente de la inclusa de Bilbao.
En los primeros años del siglo XX se abandonaban oficialmente unos 150 niños de ambos sexos por igual al año en Guipúzcoa y en las primeras décadas habitaban en Fraisoro entre 250 y 300 niños siendo aún mayor el número de niños acogidos por nodrizas externas en pueblos de la provincia. Normalmente se quedaban en la Casa Cuna los niños más débiles.
En la Casa Cuna de Fraisoro se atendieron 3500 partos y pasaron 12000 niños con una  mortalidad infantil muy reducida obteniendo mucho reconocimiento en su época.
La maternidad estuvo operativa desde 1913  hasta 1960 en que se derivaron los partos al Hospital Provincial de Guipúzcoa.
La mayoría de mujeres que dieron a luz en la Casa-Cuna eran mujeres de entre 15 y 25 años, solteras que abandonaban definitivamente al hijo. Posteriormente el 50% volvían a sus hogares y el resto se colocaban de nodrizas, en el servicio doméstico y una minoría ingresaba en una orden religiosa o en la prostitución.
Respecto a la acogida infantil de menores de 5 años era mayoritario el abandono temporal recuperando al niño  tras solucionar las dificultades planteadas.
En abril del año 2011 la asociación cultural Manuel Larramendi editó el libro "Fraisoroko amak, Fraisoroko haurrak"  donde su autora Eva García Magriñá narra la historia y diversas anécdotas del Centro. 
En 2021 se editó una nueva edición en castellano del libro de Eva García titulado "Mujeres de barro, infancias de cristal". Se presentó en Tabakalera y resalta la incomprensión social que acompañó al abandono. Así mismo describe algunas medidas de apoyo a madres y niños que tomó la institución como la impulsada por el médico Jesús Alustiza en 1931 que consistía en remunerar a las madres para reconsiderar el abandono. Esto hizo que disminuyera el abandono en Guipúzkoa.
Los médicos Jesús Alustiza y José Antonio Alustiza, que dirigieron la Casa Cuna durante 63 años, junto con otros pediatras madrileños como  Juan Bravo Frías o Juan Antonio Alonso Muñoyerro eran partidarios de formalizar legalmente la identificación del padre para que colaborara económicamente y disminuyera el abandono, pero hubo muchas trabas y no se realizó.